# Мазур Богдан Миколайович
Богда́н Микола́йович Ма́зур (6 липня 1969, Хмельницький) — український скульптор, син скульптора монументаліста Миколи Мазура (1948, Краснодарський край) та художниці графіка Людмили Мазур (1947, с. Сальниця, Уланівського району, Вінниччина), брат художниці і мистецтвознавця Оксани Мазур. Лауреат малої Державної премії України імені Тараса Шевченка (1999). Народний художник України (2009).

## Життєпис
Народився 6 липня 1969 року в Хмельницькому.
Закінчив Одеське художнє училище (1992) і Київський художній інститут (1997, майстерня Володимира Чепелика).

## Твори
Серед монументальних скульптур:

«Гетьмани. Молитва за Україну», м. Батурин.

- Пам'ятник Сергію Параджанову на території Національній кіностудії імені Олександра Довженка (1997).
- Пам'ятник коту Пантелеймону у Золотоворітському сквері (1998).
- Пам'ятник В'ячеславу Чорноволу в Києві (2009).
- Скульптурна композиція «Молитва за Україну» в Батурині (2009).
- «Віра Надія Любов» в місті Хмельницький

## Премії, звання
- 4 березня 1999 року присуджено Малу Державну премію України імені Тараса Шевченка за пам'ятники Сергієві Параджанову в Києві та «Ангел» у Хмельницькому [1].
- 27 червня 2003 року надано звання «Заслужений художник України» — за самовіддану працю, високий професіоналізм, створення умов для духовної єдності поколінь, реалізацію важливих молодіжних проектів [2].
- 19 січня 2009 року надано звання «Народний художник України» — за вагомий особистий внесок у створення Національного історико-культурного заповідника «Гетьманська столиця» в місті Батурин, плідну наукову роботу, благодійницьку діяльність на ниві збереження історичної спадщини Українського народу [3].